# Herbsthaus
Koordinaten: 52° 36′ 17,7″ N, 11° 51′ 29″ O

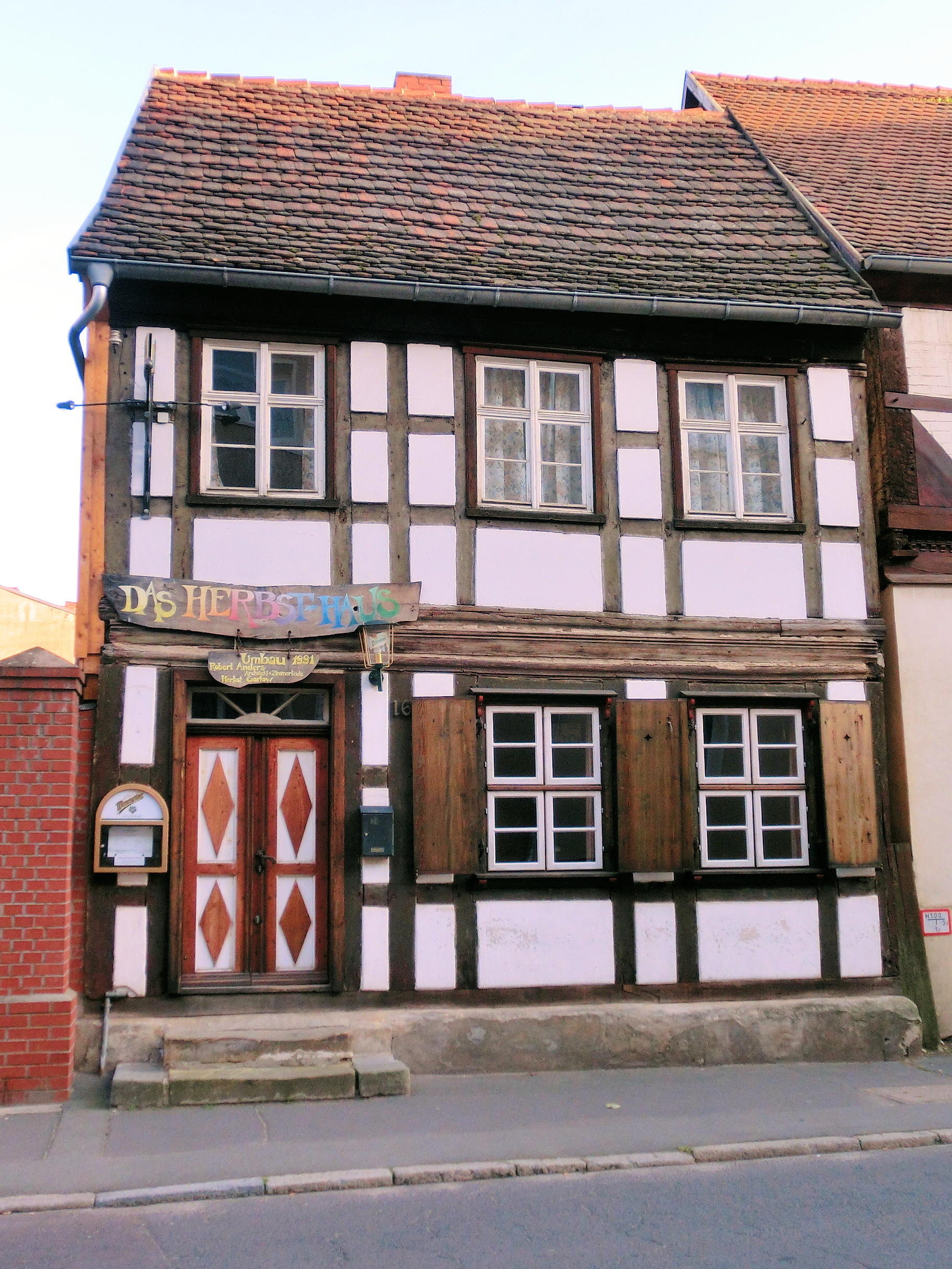
Stendal, Birkenhagen 16

Das Herbsthaus ist ein Gebäude in der altmärkischen Stadt Stendal.

## Beschreibung
Das denkmalgeschützte Fachwerkhaus mit ausgemauerten Gefachen gehört zu den ältesten Gebäuden in der Stendaler Straße Birkenhagen. Es ist im Denkmalverzeichnis von Sachsen-Anhalt als Baudenkmal mit der Erfassungsnummer 094 76409 gelistet. Nach der politischen Wende von 1990 wurde das Haus aufwändig saniert und konnte somit im Gegensatz zu etlichen Stendaler Fachwerkhäusern erhalten werden. Heute befindet sich darin ein gastronomischer Betrieb.